# Giuseppe Abbamonte
Giuseppe Abbamonte (auch Abamonte, Abamonti oder Abbamonti; * 21. Januar 1759 in Caggiano (Kampanien); † 9. August 1818 in Neapel) war ein italienischer Politiker.

## Leben
Giuseppe Abbamonte studierte in Neapel Rechtswissenschaften. Nach dem Ausbruch der Französischen Revolution (1789) gehörte er zu den Ersten im Königreich Neapel, die ihre Ideen befürworteten, vor allem die Ideale der Jakobiner. Er unterhielt Beziehungen mit der Gruppe um den Mathematiker und Revolutionär Annibale Giordano sowie mit den Franzosen, als der Admiral Latouche Tréville und dessen Gefolgsleute in Neapel weilten. Als Mitwisser der im März 1794 aufgedeckten Verschwörung von Andrea Vitaliani angeklagt, machte er sich auf die Flucht und gelangte im August 1794 in das von den Franzosen besetzte Oneglia (heute zu Imperia (Ligurien) gehörig). Anschließend unterrichtete er in Loano u. a. die französische Verfassung und „Theorie der Revolution“.
Im Mai 1796 übersiedelte Abbamonte nach Mailand, wo er weiterhin politisch aktiv war. Von Juni 1796 bis Dezember 1798 arbeitete er ebenso wie Carlo Lauberg und andere neapolitanische Exilanten für die Zeitschrift Termometro politico della Lombardia. Die Exilanten strebten ein unabhängiges, republikanisch organisiertes Italien an und gaben zur Verbreitung ihrer Ideen von Januar bis November 1797 in Mailand das Giornale dei patrioti italiani heraus. Im Januar 1797 publizierte Abbamonte auch die Schrift Saggio sulle leggi fondamentali dell’Italia libera („Essay über die Grundgesetze des freien Italiens“). Ferner erhielt er 1797 die lombardische Staatsbürgerschaft und wurde Mitglied des zentralen Polizeikomitees der Generalverwaltung der Lombardei sowie Journalist der Zeitung Il Monitore Italiano.
Einige Zeit nach der im Juni 1797 erfolgten Gründung der Cisalpinischen Republik wurde Abbamonte zum Generalinspektor des Polizeiministeriums ernannt. Allmählich war er aber über die französische Politik enttäuscht, protestierte gegen Gewaltmaßnahmen des französischen Kommissars Rivaud und wurde deshalb im Dezember 1798 verhaftet. Bereits im Januar 1799 kam er wieder frei und folgte sofort den Truppen des französischen Generals Jean-Étienne Championnet, der gegen Neapel zog und die Stadt in blutigen Gefechten eroberte. In Neapel wurde dann die kurzlebige Parthenopäische Republik ausgerufen. Abbamonte betrachtete Championnet als Verteidiger der italienischen Demokraten und sandte ihm beim Bekanntwerden von dessen Verhaftung am 30. März 1799 eine Solidaritätsadresse. Er wurde zu einem der fünf Mitglieder des Exekutivkomitees ernannt, dem zusammen mit dem französischen Kommissar die Regierung der Republik oblag.
Als Truppen, die loyal zum vertriebenen König Ferdinand IV. standen, sich zur Rückeroberung Neapels anschickten, zog sich Abbamonte mit anderen neapolitanischen Patrioten zu letzten Verteidigungsmaßnahmen nach Castel Nuovo zurück. Nach der Kapitulation der Verteidiger wurde er verhaftet und im August 1799 zum Tod durch Erhängen verurteilt. Kurz darauf wurde er aber mit elf weiteren Personen begnadigt. Er sollte lebenslang auf der Insel Favignana interniert werden. Nach dem Friedensschluss zwischen Frankreich und Neapel im März 1801 kam er frei und begab sich wieder nach Mailand. Dort arbeitete er erneut bis Juli 1805 für das Polizeiministerium. Bei der Ernennung von Joseph Bonaparte zum König von Neapel (1806) kehrte er in seine Heimat zurück und wurde 1809 vom neuen König Joachim Murat zum Mitglied des Staatsrats ernannt. Auch als Ferdinand IV. nach der Flucht Murats seine Stellung als König Neapels wiedererlangte, schadete dies Abbamontes Karriere nicht. Er wurde nun Rat am Obersten Gerichtshof Neapels. Am 9. August 1818 starb er im Alter von 59 Jahren in Neapel und wurde in der Kirche von San Giuseppe dei Nudi beigesetzt.